# Vermogenstransformator
Vermogenstransformatoren zijn transformatoren in het hoogspanningsnet die een vermogen transformeren van meer dan ca. 10MVA. Ze worden tussen brandwerende muren geplaatst in een onderstation. Hun werkingsprincipe is gelijk aan dat van de gewone transformator en meestal zijn het driefasentransformatoren. Vermogenstransformatoren worden beschreven in de norm IEC 60076-1. Specifieke zaken van de vermogenstransformatoren zijn echter opgenomen in andere normen, zoals:
- 60076-2 Opwarming
- 60076-3 Isolatieniveau en dielektrische testen
- 60076-5 Kortsluitvastheid
- 60076-7 Belastbaarheid
- 60076-8 Toepassingsgids waarin beschreven staat hoe je de transformator moet bedrijven

## Algemene eigenschappen

### Isolatie
Het grote verschil tussen een hoogspanningstransformator en een distributietransformator is de kwaliteit van de isolatie, aangeduid met het isolatieniveau of spanningsniveau van de transformator. Het isolatieniveau wordt bepaald door:
- de wikkelingsisolatie, meestal papier dat maximaal tot 120°C mag worden opgewarmd . Dat bepaalt meteen de stroom die door de wikkeling mag vloeien.
- de elektrische olie die moet zorgen voor: 
  - de isolatie tussen onder spanning staande delen zoals wikkelingen en afleidingen en geaarde delen zoals de kuip, het deksel, de kern of de jukbalken.
  - de afvoer van de gedissipeerde warmte in voornamelijk de wikkelingen en voor een klein gedeelte ook de kern.
- de fase-aarde afstanden in de transformator die zeer nauwgezet moeten gecontroleerd worden.
- kruipwegen bij fase-aarde verbindingen. Een onder spanning staande wikkeling moet mechanisch verbonden worden met de geaarde kuip,
- scherpe metalen punten. Het elektrische veld wordt bij scherpe punten zeer groot zodat er heel snel een doorslag van de isolatie optreedt. Daarom is het belangrijk om bij hoogspanning mooi afgeronde metalen onderdelen te gebruiken. Indien dit niet mogelijk is, bij een bout-moer verbinding, moet het scherpe deel door een glad metalen scherm, een shield, worden omkapseld.

### Wikkelingsopbouw
Vermogenstransformatorwikkelingen van een hoogspanningstransformator zijn niet zoals bij distributietransformatoren uit een enkele draad gewikkeld. Daarvoor is de stroom veel te groot. Het kan voorkomen dat voor de hoogspanning vlakdraad gebruikt wordt, maar doorgaans wordt geslagen kabel gebruikt. De geleider is dan opgebouwd uit meerdere, afzonderlijk geïsoleerde vlakdraadjes. Een wikkeling heeft dan als het ware een aantal parallelle wikkelingsdraden. Omdat die bij het wikkelen toch allemaal even lang moeten blijven om impedantieverschillen te vermijden, worden de afzonderlijke draadjes van plaats verwisseld.

### Kortsluitspanning
Volgens de wet van Ampère is de kracht op de geleiders evenredig met het kwadraat van de stroomsterkte. Aangezien de nominale stromen in vermogenstransformatoren al zeer groot zijn, moeten de kortsluitstromen zeer sterk beperkt worden om geen schade aan te richten aan de transformator of aan de installatie bij een kortsluiting.
De kortsluitspanning {\displaystyle U_{k}} is per definitie de spanning die nodig is om bij een kortgesloten secundair circuit de nominale stroom te verkrijgen. Ze wordt meestal uitgedrukt in procenten {\displaystyle u_{k}} van de nominale spanning:
{\displaystyle u_{k}={\frac {U_{k}}{U_{nom}}}100\%}
Bij kortsluiting bedraagt de kortsluitstroom {\displaystyle Icc} dan:
{\displaystyle I_{cc}=I_{n}/u_{k}}

## Koelregimes

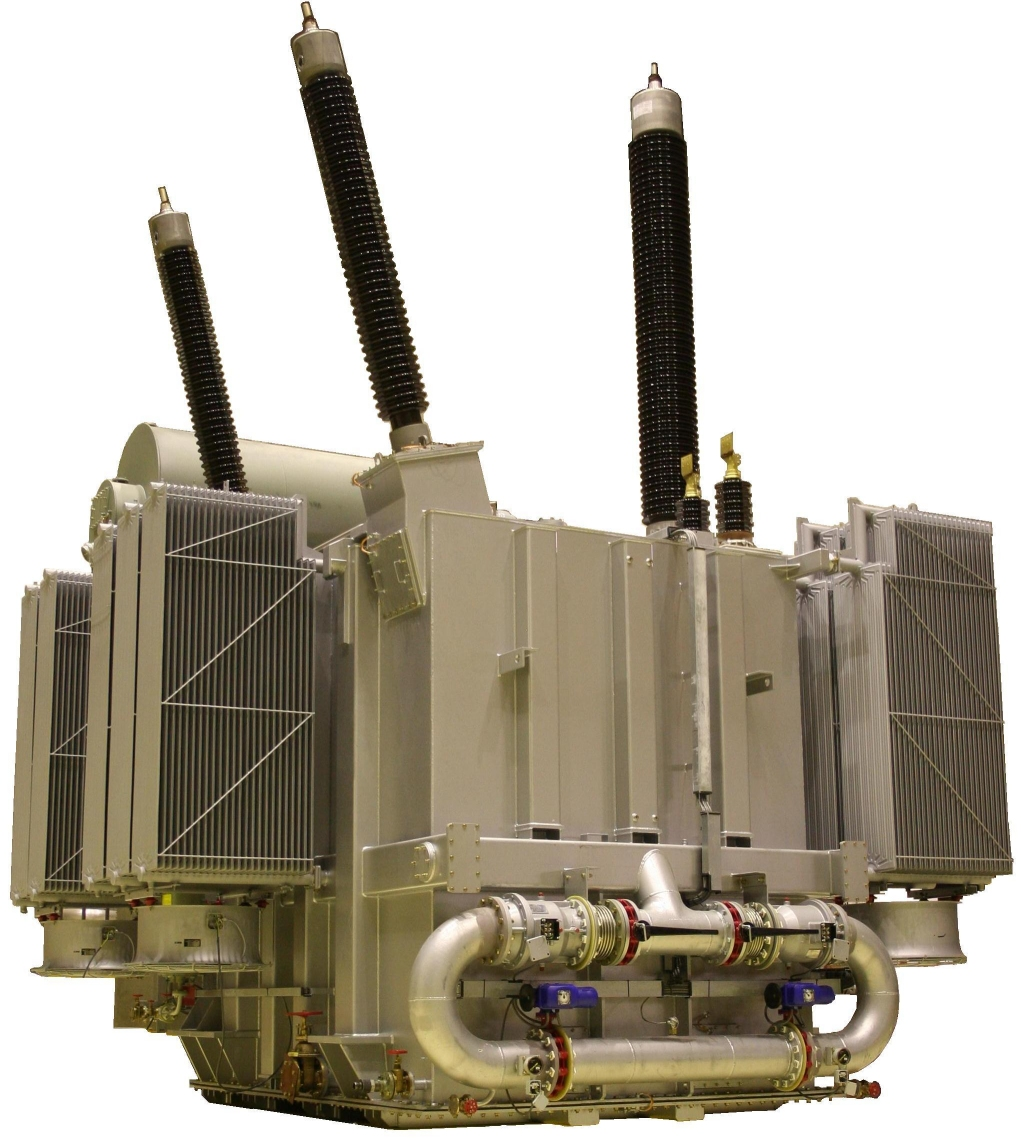
Monofasige 166.67MVA vermogenstransformator 400/225/31.5kV met ONAN/ONAF/ODAF koeling

Een vermogenstransformator heeft inwendige verliezen; koperverliezen en ijzerverliezen die zorgen voor het opwarmen van de transformator. Uiteraard moet de transformator die gedissipeerde energie ook kunnen afstaan aan de omgeving om op een constante werkingstemperatuur te blijven. Door de koeling dus te verbeteren kan de transformator zwaarder belast worden omdat de gestegen inwendige verliezen dan ook afgevoerd kunnen worden. Afvoeren van de verliezen gebeurt op twee niveaus: de warmte van de wikkelingen wordt afgegeven aan de olie. De olie circuleert door natuurlijke convectie of geforceerd door een pomp naar de buizen, radiatoren of koelers aan de buitenkant. Die radiatoren hebben de bedoeling het koeloppervlak te vergroten. Het tweede niveau van koeling is dat de warmte van de radiatoren wordt afgegeven aan de buitenwereld. Die afgifte kan dan ook weer gebeuren door natuurlijke convectie of geforceerd door ventilatoren. Het is ook mogelijk dat de externe koeling een waterkoeling betreft en dan zorgt een warmtewisselaar voor de overdracht van warmte van de olie naar het watercircuit. Het spreekt voor zich dat bij een geforceerde koeling het debiet hoger is zodat per seconde meer warmte kan afgevoerd worden door het koelmedium olie, lucht of water. We onderscheiden daarom volgende koelregimes:
- ONAN: Oil Natural - Air Natural. Zowel interne koeling als externe koeling gebeurt door natuurlijke convectie.
- ONAF: Oil Natural - Air Forced. De interne koeling gebeurt door natuurlijke convectie, de externe koeling gebeurt geforceerd door ventilatoren. Het is mogelijk dat die ventilatoren niet in één keer allemaal aanspringen maar dat ze opgesplitst zijn in 2 groepen waarbij de 2e groep pas bij een hogere temperatuur (vermogen) aanspringt. We spreken dan over 2 afzonderlijke koelregimes namelijk ONAF1 en ONAF2.
- OFAF: Oil Forced - Air Forced. Zowel interne als externe koeling is geforceerd.
- ODAF: Oil Directed - Air Forced. Bij OFAF is het mogelijk dat niet alle rondgepompte olie door de wikkelingen loopt maar dat er een groot deel olie langs de buitenkant van de wikkeling loopt en dus niet effectief meedoet aan het afvoeren van de wikkelingsverliezen. Bij een ODAF koeling wordt de olie gericht door de wikkelingen gestuurd. Als de wikkelingsopbouw zodanig gemaakt is dat de olie verplicht wordt elke wikkelingsdraad te koelen dan is dit een zeer efficiënte manier van koeling en kan een zeer compacte transformator gebouwd worden.
- ONWN: Oil Natural - Water Natural
- ONWF: Oil Natural - Water Forced
- OFWF: Oil Forced - Water Forced
- AN: Air Natural. externe koeling gebeurt door natuurlijke convectie.(droge transformatoren)

## Compensatiewikkeling
Niet alle verbruikers op het elektrisch net zijn driefaseverbruikers. Hierdoor zijn de drie fasen zelden gelijk belast. Een compensatiewikkeling is een extra of tertiaire wikkeling in driehoek die meestal gebouwd wordt voor 1/3 van het vermogen van de transformator. Dit is om in extreme gevallen een enkelfasige kortsluiting die dus één wikkeling kortsluit te kunnen verdelen over de drie fasen zodat ook de kortsluitstromen stroomopwaarts geringer en symmetrisch zijn. Niet alle vermogenstransformatoren zijn uitgerust met een compensatiewikkeling, ze kunnen ook een laagspanningswikkeling in driehoek hebben.

## Onderdelen
1. kuip
2. deksel
3. uitzettingsvat of conservator
4. oliepeilmeter
5. Buchholzrelais zorgt voor de beveiliging bij gassen of interne fout
6. spin of het buizenwerk naar de Buchholz
7. lastschakelaar zorgt voor het constant houden van de spanning bij veranderende verliezen
8. motoraandrijving van de lastschakelaar kan aangestuurd worden met een automatische spanningsregelaar
9. aandrijfassen van de regelschakelaar
10. hoogspanningsdoorvoeringen verbinden de interne wikkeling met het externe hoogspanningsnet
11. potten van de hoogspanningsdoorvoeringen
12. laagspanningsdoorvoeringen verbinden de interne laagspanningswikkeling met het externe laagspanningsnet
13. aansluitvlag van de laagspanningsdoorvoering
14. doorvoeringsstroomtransformatoren voor het meten van de stroom door de doorvoering
15. kern
16. jukbalken houden de kern samen
17. trekkers trekken de jukbalken tegen de wikkelingen
18. wikkelingen
19. afleidingsdraden maken de interne elektrische verbindingen
20. olieaflaatkraan
21. vacuümkraan

## Soorten vermogenstransformatoren
- naar stroom met een hogere spanning: generatortransformatoren of GSU's
- naar stroom met een lagere spanning: distributietransformatoren 
  - De mobiele vermogenstransformator wordt gemonteerd op een trailer.
  - De auto- of spaartransformator kan met dezelfde afmetingen een groter vermogen transformeren.
  - Nomex-transformatoren kunnen hogere wikkelingstemperaturen verdragen en zijn daardoor compacter.
  - Voor hoge vermogens en betrouwbaarheid wordt soms gekozen voor vermogenstransformatoren, ieder met maar een fasedraad, in een transformatorenbank.
- Transformatoren om verschillende netten te koppelen
- Spoorwegtransformatoren die het spoorwegnet voeden. Het spoorwegnet werkt met maar één fasedraad.
- Oventransformatoren die in de metaalindustrie gebruikt worden om metaal te smelten. Deze transformatoren hebben een lage secundaire spanning, maar voeren zeer hoge stromen en worden regelmatig quasi kortgesloten.
- Transformatoren die in combinatie met gelijkrichters of wisselrichters worden ingezet voor hoogspanningsgelijkstroom bij bijvoorbeeld onderzeekabels
- Dwarsregeltransformator die behalve de spanning ook de fasehoek kan regelen waardoor de energie door de transformator kan worden geregeld

## Beveiliging van vermogenstransformatoren
Er zijn heel wat interne en externe beveiligingen nodig om een transformator veilig te laten werken. De beveiligingen werken vaak op twee niveaus:
- Eerste niveau: Alarm. Een abnormale toestand wordt gesignaleerd en verdient onmiddellijke actie. Elk alarm wordt door een alarmrelais geregistreerd.
- Tweede niveau: Uitschakeling. Een zogenaamd "Triprelais" krijgt een uitschakelsignaal van een van de beveiligingstoestellen en zal beslissen om de vermogenschakelaar te openen.

Beveiligingstoestellen kunnen we indelen in:
- Interne beveiliging
  - Buchholz-relais
  - Top-oliethermometer
  - Wikkelingsthermometer
  - Overdrukventiel
- Externe beveiliging
  - Differentiaalbeveiliging
  - Aardfoutbeveiliging
  - Overspanningsafleider
  - Overstroombeveiliging

Naast beveiligingstoestellen zijn er soms ook bewakingstoestellen die de toestand van de trafo controleren door allerhande meetsensoren. Dit is een transformatormonitoring systeem.

## Testen van vermogenstransformatoren
Elke vermogenstransformator moet in de fabriek uitgebreid getest worden vooraleer de transformator naar de klant vertrekt. De klant stuurt ook steeds een testingenieur om alle proeven bij te wonen om zich te overtuigen van het eerlijk verloop van de keuring.

### Elektrische testen
- meten van de verhoudingen
- meten van de weerstanden
- schakelgroep controleren
- isolatietesten door middel van geïnduceerde spanning
- isolatietest met stootspanning of met gekapte golf al naargelang het isolatieniveau

### Opwarmingsproeven
Opwarming gebeurt met kortgesloten secundaire omdat er geen belasting wordt aangesloten. Op die manier is er ook minder spanning nodig (zie kortsluitspanning). Omdat bij lagere spanning de ijzerverliezen minder zijn moet dit gecompenseerd worden door de stroom iets te verhogen zodat de verliezen tijdens de opwarming gelijk zijn aan de vollastverliezen. Omdat de verliezen ook afhangen van de stand van de regelschakelaar moet de stand gekozen worden met de hoogste verliezen. De testen zijn: 
- De opwarming meten in elk koelregime en controleren of dat voldoet aan de contractuele waarden
- Na afschakeling het meten van de weerstanden om de gemiddelde wikkelingstemperatuur te bepalen
- Meten van de ventilatoren en pompen. Hun vermogen wordt bij de vollast verliezen gerekend.
- De nullastverliezen en vollastverliezen meten
- Geluidsmeting en controleren of dat voldoet aan de contractuele waarden

### Mechanische keuring
Als laatste test wordt de trafo volledig opgebouwd zoals hij in bedrijf moet worden opgebouwd en worden nog bijkomende tests uitgevoerd:
- Lektest, om lekken op te sporen
- Druktest
- Bij de montage alle afmetingen controleren
- De werking van alle toestellen controleren en aansluiting aan de stuurkast
- Functionele test van de stuurkast

### Kortsluitproef
Niet alle transformatoren ondergaan een kortsluitproef. Deze proef is niet vereist door de norm en kan ook alleen in een gespecialiseerde instelling gebeuren, zoals bij de KEMA. De kortsluitproef is bijgevolg een zeer dure beproeving vanwege de transportkosten. De krachten in de trafo tijdens deze proef zijn enorm groot, zodat er een risico bestaat dat het actieve deel beschadigd wordt door de proef.

## Transport

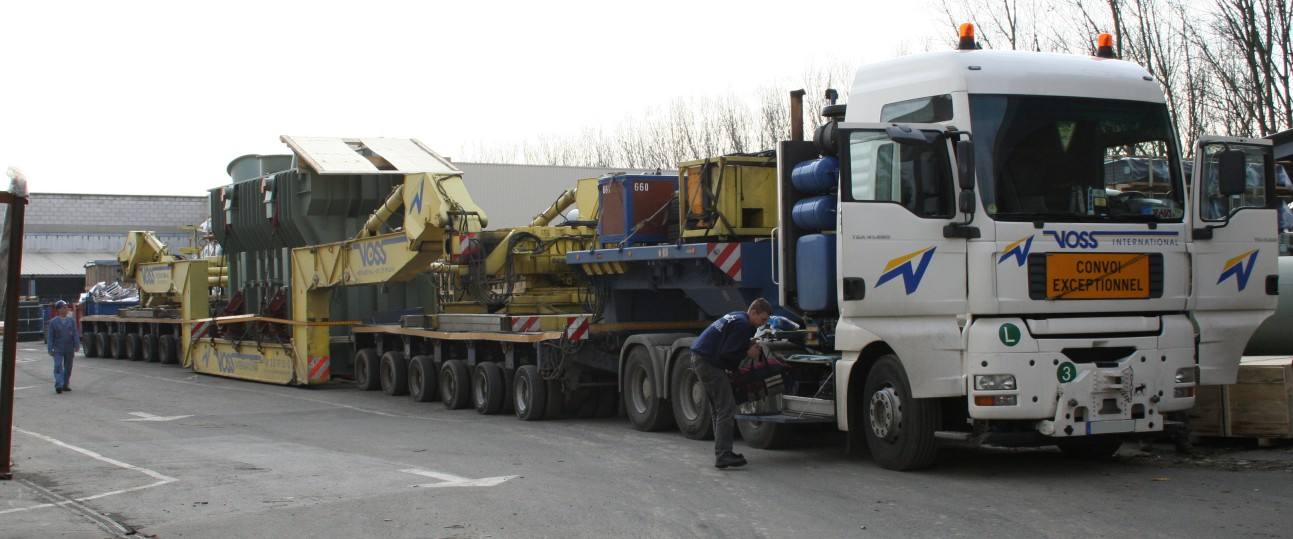
Transport om een vermogenstransformator tot aan de kade te brengen

Een vermogenstransformator van 100 MVA weegt al snel 100 ton en wordt dus niet integraal over de weg getransporteerd. Het relatief korte stuk naar de kade waar de vermogenstransformator per schip wordt getransporteerd zorgt al voor grote logistieke uitdagingen. De transformator wordt hangend vervoerd om de hoogte te beperken. Het gewicht wordt verdeeld over 6 assen vooraan en 8 assen achteraan. Elke as heeft tweemaal 4 wielen. Het zwaartepunt kan verplaatst worden om de bochten te kunnen nemen. Dit wordt geregeld door een technicus die achteraan de karavaan wandelt met een afstandsbediening in de hand. Heel wat verkeerslichten worden afgezaagd of opzij gedraaid en nadien netjes terug gemonteerd. Een dergelijk exceptioneel transport wordt uiteraard een jaar op voorhand gepland.